# Palacio de Hielo Bolshói

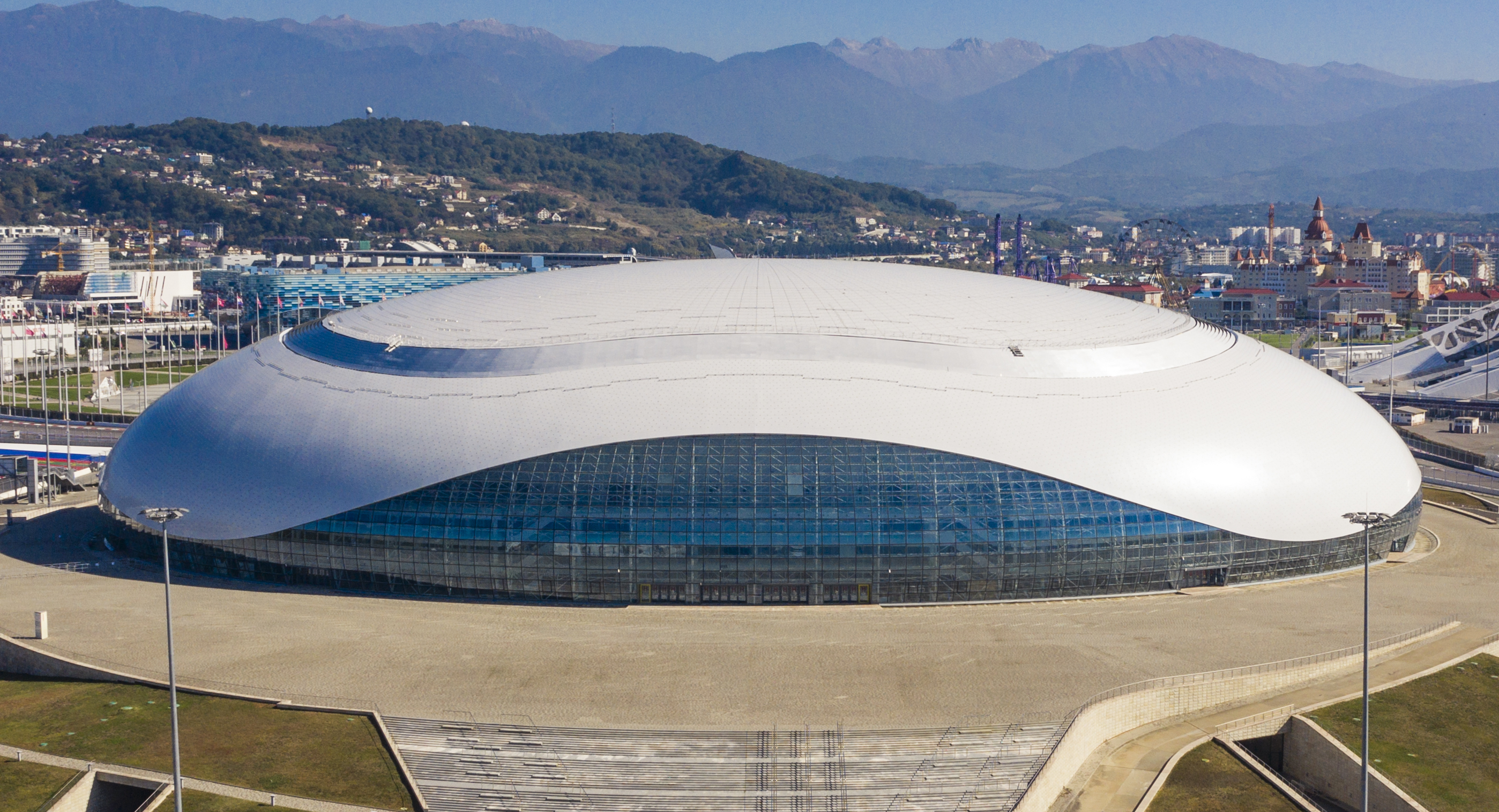
El Palacio de Hielo Bolshói (El Grande).

El Palacio de Hielo Bolshói (El Grande) (en ruso Ледовый дворец Большой, Ledovy dvorets Bolshoi) es un pabellón deportivo en Sochi (Rusia), sede de las competiciones de hockey sobre hielo en los Juegos Olímpicos de 2014. El HC Sochi disputa en el pabellón sus partidos como local en la KHL.
Está ubicado en el Parque Olímpico del distrito de Adler, en la parte sudeste de Sochi, a pocos metros del Estadio Olímpico.
El pabellón, que cuenta con una capacidad de 12.000 espectadores, tiene forma de un rectángulo redondeado. Su fachada está recubierta con una capa de material plástico de color plateado, a excepción de los bajos que cuentan con placas de vidrio transparente.